# Andor Junior
Andor Junior ist ein kooperatives Kinderspiel der Spieleautoren Inka und Markus Brand, das auf dem Spiel Die Legenden von Andor von Michael Menzel aufbaut. Das Spiel für zwei bis vier Spieler ab sieben Jahren dauert pro Runde etwa 30 bis 45 Minuten. Es ist im Jahr 2020 bei dem deutschen Verlag Kosmos erschienen. Im selben Jahr gewann das Spiel den Deutschen Kinderspielepreis.

## Thema und Ausstattung
Bei dem Spiel geht es wie im Vorbild Die Legenden von Andor darum, in einer Fantasywelt gemeinsam Aufgaben zu erfüllen. Die Spieler nehmen bei Andor Junior dabei die Rollen von Helden wie Magier, Krieger, Bogenschütze und Zwerg ein und versuchen, drei in einer Zwergenmine verschollene Wolfsjunge zu finden und zugleich die Burg vor einem Drachen zu beschützen und zu sichern.
Das Spielmaterial besteht neben einer Spieleanleitung aus:
- einem Spielplan,
- vier Heldentafeln,
- 18 Spielfiguren mit Kunststoffhaltern,
- 12 Würfel,
- einen Nachtmarker,
- 27 Sonnenscheiben,
- drei Brunnenplättchen,
- drei Fackelplättchen,
- 38 Nebelplättchen,
- 10 Minenplättchen,
- 29 Aufgabenplättchen, und
- 12 Aufgabenkarten.

## Spielweise

### Spielvorbereitung
Vor dem Spiel wird der Spielplan auf dem Spieltisch ausgelegt. Die Brunnenplättchen werden auf die Brunnenfelder gelegt und die Nebelplättchen werden verdeckt auf die freien Felder links vom Fluss auf dem Spielfeld verteilt, während rechts vom Fluss die Minenplättchen ausgelegt werden. Die Figur des Brückenwächters wird auf das Feld vor der Brücke platziert. Der Drache wird abhängig von der Mitspielerzahl auf eines der Drachen-Startfelder gestellt, der Drachenwürfel wird in die Nähe des Drachen gelegt. Zudem wird für jeden Mitspieler ein Gor auf den entsprechenden Gor-Feldern platziert. Die Fackelplättchen und die weiteren Gors werden neben den Spielplan gelegt.
Jeder Spieler wählt einen Helden und bekommt die entsprechende Heldentafel, die Heldenfigur sowie die farblich passenden Würfel. Zudem bekommen die Helden Sonnenscheiben entsprechend der freien Plätze ihrer Heldentafel. Die Heldenfiguren werden in die Rietburg auf dem Spielplan gestellt, von der das Spiel startet.
Neben dem Spielplan werden die Auftragskarten mit der Aufschrift „Startkarte“ und „Schlusskarte“ ausgelegt, dazwischen sollte Platz für weitere Aufgabenkarten, die Aufgaben des Brückenwächters, sein. Die zu spielenden Aufgabenkarten ändern sich entsprechend der Erfahrung der Spieler und werden schwerer, wenn die Spieler bereits mehrere Spiele gespielt haben.

### Spielablauf
Vor dem Spiel wird ein Spieler ausgewählt, der den Nachtmarker erhält. Das Spiel ist kooperativ und die Spieler können sich in den Spielrunden beraten.  Es ist in Tag- und Nachtphasen eingeteilt, in denen die Spieler ihre Aktionen durchführen können. Die Spieler spielen im Uhrzeigersinn und können sich in einem Zug bewegen oder passen und im Anschluss eine Aktion ausführen. Für die Bewegung (beziehungsweise das Passen) setzen die Spieler Sonnenscheiben ein und sie dürfen sich so lang bewegen, wie sie Sonnenscheiben noch Sonnenscheiben haben. Entscheidet sich ein Spieler, sich nicht zu bewegen und nur eine Aktion auszuführen, muss er trotzdem eine Scheibe abgeben. Als Aktionen können die Spieler je nach Feld, auf dem sie sich am Ende ihrer Bewegung befinden, entweder ein Nebelplättchen aufdecken, sich am Brunnen erfrischen (und drei Sonnenscheiben zurückbekommen), ein Leuchtfeuer entzünden, einen Gor bekämpfen oder in der Mine nach den Wolfswelpen suchen. Sowohl die Nebel- als auch die Minenplättchen können negative Effekte auslöschen (Drachen bewegen, Gor einsetzen) oder Gegenstände für die Helden erbringen (Münzen, Holzscheite, Schwerter, Fernrohr oder Stundenglas), die bei den Aufgaben helfen. Der Kampf gegen einen Gor erfolgt über die Würfel der Helden, die in Anzahl und Ausstattung heldentypisch variieren.
Hat ein Spieler keine Sonnenscheiben mehr, ist er müde und muss eine Nacht ausruhen. Der erste Spieler, der ermüdet ist, bekommt den Nachtmarker und legt ihn vor sich ab. Sind alle Charaktere erschöpft, beginnt die Nachtphase. In der Nachtphase wird der Drache auf die Stadt zubewegt und auch die Gors bewegen sich in Richtung der Stadt. Zudem kommen weitere Gors ins Spiel entsprechend der Position des Drachen auf der Drachenleiste. Die Charaktere schöpfen in der Nacht neue Kräfte und bekommen alle ihre Sonnenscheiben zurück, zudem werden die Brunnen wieder aufgefüllt.
Im Spiel versuchen die Spieler zuerst alle Aufgaben des Brückenwächters zu erfüllen, damit sie die Brücke zu den Minen überqueren können, und suchen danach in den Minen nach den vermissten Wolfswelpen.

### Spielende
Das Spiel endet für die Spieler mit einem Sieg, wenn sie alle Aufgaben des Brückenwächters erfüllt und die Wolfswelpen in den Minen gefunden haben, bevor der Drache die Burg erreicht hat. Sie verlieren das Spiel, wenn der Drache in der Burg ist, bevor sie alle Aufgaben erfüllt haben.

## Erweiterungen
Die Mini Erweiterung „Die Steine des Schicksals“, welche chronologisch vor der Handlung des Grundspiels spielt, und die Bonusheldin „Fennah, die Fährtenleserin“ sind auf der offiziellen Seite zu finden. Am 10. November 2021 wurde die Erweiterung „Die Gefahr aus dem Schatten“ für den Sommer 2022 angekündigt, welche dann im Oktober 2022 veröffentlicht wurde.

## Romanreihe
Seit 2021 entsteht eine Romanreihe, die die Hintergrundgeschichte Andors erzählen soll. Sie weicht dabei deutlich von der Chronologie des „großen“ Andors ab. Die ersten beiden Romane spielen chronologisch vor der Mini Erweiterung und des Grundspiels.
| Band                           | Erscheinung |
| ------------------------------ | ----------- |
| 1. Der Fluch des roten Drachen | 16.9.2021   |
| 2. Der Sturm auf die Rietburg  | 21.2.2022   |
| 3. Das Flüstern im Wald        | 17.3.2023   |

Weitere Bände wurden als Hörspiel veröffentlicht:
1. Die Spur aus der Vergangenheit
2. Das Wesen im Wasser
3. Die magischen Minen
4. Die Dämonen im Eis

## Ausgaben und Rezeption
Das Spiel „Andor Junior“ wurde von den Spieleautoren Inka und Markus Brand aufbauend auf dem Spiel „Die Legenden von Andor“ von Michael Menzel entwickelt, der die Illustration des Spiels übernahm. Es erschien 2020 beim Verlag Kosmos Spiele in einer deutschen Version und wurde im gleichen Jahr auf Französisch (iello) und Niederländisch (999 Games) sowie im Folgejahr 2021 auf Spanisch/Portugiesisch (Kosmos/Devir), Polnisch (Kosmos/Galakta) und Englisch (Kosmos) veröffentlicht. 2020 gewann das Spiel den Deutschen Kinderspielepreis.

## Belege
1. 1 2 3 4 5 6 7 8 9 10  Andor Junior. (PDF; 5,3 MB) Franckh-Kosmos, abgerufen am 13. Dezember 2022 (Spieleanleitung).
2. ↑  Mini-Erweiterung: „Die Steine des Schicksals“. In: Die Legenden von Andor. Abgerufen am 14. November 2021 (deutsch).
3. ↑  Bonus-Held: Fennah, die Fährtenleserin. In: Die Legenden von Andor. Abgerufen am 14. November 2021 (deutsch).
4. ↑  Andor Junior – Die Erweiterung angekündigt! In: Die Taverne von Andor. Abgerufen am 14. November 2021 (deutsch).
5. ↑  Der Fluch des roten Drachen – Jens Baumeister im Interview. In: Die Taverne von Andor. Abgerufen am 28. Februar 2022.
6. ↑  Andor Junior, Versionen bei BoardGameGeek. Abgerufen am 28. März 2021.
7. ↑  Preisträger Deutscher Spielepreis (Memento des Originals vom 3. November 2020 im Internet Archive)  Info: Der Archivlink wurde automatisch eingesetzt und noch nicht geprüft. Bitte prüfe Original- und Archivlink gemäß Anleitung und entferne dann diesen Hinweis. auf spiel-messe.com; abgerufen am 28. März 2021